# Spasim
Spasim (abgekürzt für Space simulation, engl. für Weltraumsimulation) gehört neben Maze War (3D-Labyrinthspiel, 1973) zu den ersten Computerspielen des Genres Ego-Shooter und wurde im März 1974 an der University of Illinois at Urbana-Champaign fertiggestellt. Entwickelt wurde es ab Januar 1974 von James Allen „Jim“ Bowery zunächst an der Universität von Iowa. Gespielt werden konnte es mit bis zu 32 Spielern über ein PLATO-Netzwerksystem, einem Lernsystem ursprünglich für CDC-Großrechner, und war zudem das erste 3D-Multiplayer-Online-Game (MOG), dem später Massive Multiplayer Online Games (MMOG) folgten.

## Beschreibung
In Spasim können vier Teams von unterschiedlichen fiktiven Planeten, mit jeweils bis zu acht Spielern, gleichzeitig virtuell Raumschiffe durch den Weltraum steuern und versuchen, gegnerische Schiffe mit Phasern und Torpedos zu treffen und zu vernichten. Das Spielprinzip ähnelt dem der textbasierten Star-Trek-Spiele.
Der monochrome Plasmabildschirm des PLATO-IV-Systems stellt in einem großen Grafikfenster im oberen Teil den Weltraum aus der Ego-Perspektive des jeweiligen Spielers dar und zeigt die gegnerischen Schiffe als Drahtgittermodelle, erzeugt durch orangefarbige Vektorgrafik auf schwarzem Hintergrund. Unter dem Grafikfenster, welches etwa 2/3 des Monitorinhaltes ausfüllt, befinden sich links Statusangaben wie Koordinaten und gegebenenfalls Mitteilungen gegnerischer Spieler. Auf der rechten Seite, direkt unter dem Grafikfenster befindet sich eine Befehlszeile, in der Kommandos, die aus einzelnen Buchstaben bestehen, eingegeben werden. Damit können z. B. die Blickrichtung, Vergrößerungsfaktor und Geschwindigkeit eingestellt, sowie Waffen abgefeuert werden. Die Flugrichtung musste ursprünglich vom Spieler selbst durch die Positionswerte im Koordinatensystem berechnet und eingegeben werden. In der zweiten Version (Juli 1974) konnte mit den Tasten Q-W-E-A-D-Z-X-C oder W-A-D-X, entsprechend der Positionsanordnung auf der Tastatur (ähnlich WASD), gelenkt werden.
Der Bildschirminhalt wird einmal pro Sekunde aktualisiert, so dass die Grafik nicht ganz flüssig abläuft. Anders als bei Maze War wird überlappende Grafik nicht entfernt. Der Text und die Zahlen werden anders als die 3D-Sicht per Rastergrafik erzeugt, die gleichzeitig dargestellt werden kann. Die Grafikauflösung beträgt insgesamt 512×512 Bildpunkte.
Gespielt werden konnte über ein Netzwerk auch mit Spielern an anderen Standorten, an denen PLATO-Rechner vorhanden waren. Die Übertragungsgeschwindigkeit betrug anfangs 1200 bps.
Da das Spiel als Lernprogramm anerkannt wurde, wurde es zunächst nicht, wie sonst andere Spiele, gelöscht.

## Vorgänger und Nachfolger

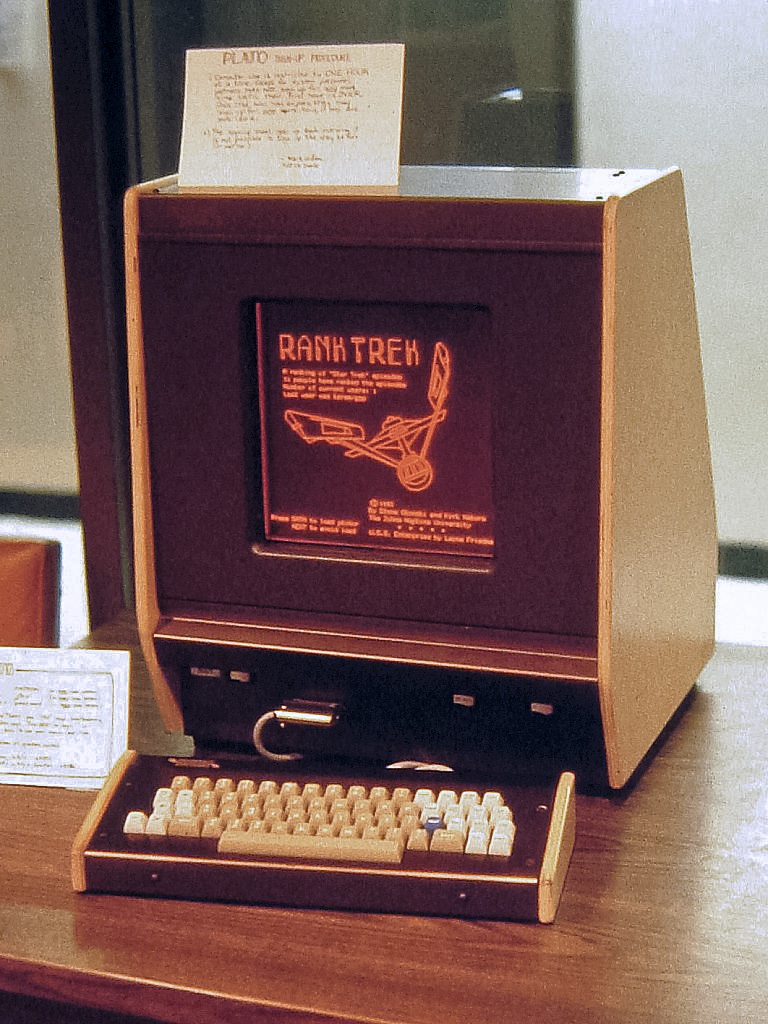
Rank Trek auf einem PLATO V

Thematisch ähnliche Programme waren verschiedene 2D-Weltraumshooter wie Spacewar! (1962) für zwei Spieler.
Der direkte Vorgänger war das PLATO-Spiel Empire, das im Mai 1973 von John Daleske geschrieben wurde. Dieses ist ähnlich wie Spasim, allerdings in 2D und zunächst für bis zu acht Spieler. Später entwickelte sich daraus u. a. Netrek. Weitere PLATO-Spiele waren Dogfight (2D, etwa 1972) und Airfight (3D, etwa 1974, einem Vorläufer vom Microsoft Flight Simulator) programmiert von Brand Fortner.
Ein bekanntes Spiel mit Polygongrafik und Ego-Perspektive war das 1980 von Atari herausgebrachte Battlezone. Dabei handelt es sich um eine 3D-Panzersimulation, die zunächst als Arcade-Spiel erschien und später für Heimcomputer umgesetzt wurde.
Im Juli 1974 erschien eine verbesserte und flüssigere Version von Spasim mit zusätzlichen Details wie Raumbasen, größerer Umgebung und weitere. 1983 schrieb Bowery mit Danny Sleator The New Spasim, nachdem er das Ursprungsspiel gelöscht hatte.
Maze War verfügte in der Ursprungsversion von 1973 noch nicht über einen Netzwerkmodus daher war Spasim der erste 3D-FPS. Zudem handelt es sich um ein anderes Spielprinzip/Genre. Trotzdem gelten beide Spiele als Wegbereiter heutiger Ego-Shooter.